# Livia Drusilla I
Livia Drusilla (2e eeuw v.Chr. - 1e eeuw v.Chr.) was de dochter van Marcus Livius Drusus maior en zuster van Marcus Livius Drusus minor. Zij was getrouwd met Marcus Porcius Cato (II) en kreeg twee kinderen: een zoon, Marcus Porcius Cato Uticensis minor, en een dochter, Porcia Catones (i). Na de dood van haar echtgenoot trouwde zij met Q. Servilius Caepio (III). Uit dit tweede huwelijk kwamen drie kinderen voort: een zoon, Q. Servilius Caepio (IV), en twee dochters, beide Servilia genoemd.

## Noot
1. ↑  Cicero, Brutus 62; Valerius Maximus, de Factis Dictisque Memorabilibus III 1 § 2; Plutarchus, Cato minor I 2.